# Walter Ayoví
Walter Orlando Ayoví Corozo (* 11. August 1979 in Camarones, Provinz Esmeraldas) ist ein ecuadorianischer ehemaliger Fußballspieler, der vorwiegend im (defensiven) Mittelfeld agierte.

## Leben
Ayoví begann seine Profikarriere 1999 beim Rocafuerte FC. Im Jahr 2000 wechselte er zum CS Emelec, mit dem er in den Spielzeiten 2001 und 2002 jeweils die ecuadorianische Fußballmeisterschaft gewann. Anschließend wechselte er zum Stadtrivalen Barcelona SC und von dort zum CD El Nacional, mit dem er 2006 einen weiteren Meistertitel gewann. 2009 unterschrieb er beim mexikanischen CF Monterrey, mit dem er zweimal die mexikanische Fußballmeisterschaft und dreimal hintereinander die CONCACAF Champions League gewann. Von 2013 bis 2015 stand Ayoví beim CF Pachuca unter Vertrag. Bis 2018 folgten die Stationen Dorados de Sinaloa, erneut CF Monterrey und schließlich Guayaquil City FC.
In seiner seit 2001 währenden Nationalmannschaftskarriere kam er unter anderem bei der Weltmeisterschaft 2002 im ersten Gruppenspiel gegen Italien (0:2) zum Einsatz, als er in der 59. Minute für seinen Mannschaftskameraden Edwin Tenorio eingewechselt wurde. Im Alter von fast 35 Jahren wurde er für die Weltmeisterschaft 2014 noch einmal in das Aufgebot Ecuadors berufen.

## Erfolge
- Ecuadorianischer Meister: 2001, 2002 und 2006
- Mexikanischer Meister: Apertura 2009 und Apertura 2010
- CONCACAF-Champions-League-Sieger: 2011, 2012 und 2013